# Caloptognatha
Caloptognatha es un género de escarabajos de alas de red perteneciente a la familia Lycidae. Ocurre simpátricamente con los géneros Lucaina y Lygistopterus en la región Neártica.

## Descripción
La cabeza tiene forma de hocico y está extendida hacia adelante. Es corto pero visible visto desde arriba (es decir, no está cubierto por el escudo pectoral). Las antenas tienen once articulaciones y están unidas muy juntas en la frente, cerca de las facetas de los ojos. El escudo pectoral (pronoto) tiene forma casi cuadrada, con un borde lateral marcado y ligeramente elevado. Las coberteras están muy quitinizadas y tienen nervaduras longitudinales. Todas las patas tienen cinco articulaciones.